# هادريان
هادريان أو إِدْرِيانُسْ  (باللاتينية: PVBLIVS ÆLIVS HADRIANVS AVGVSTVS؛ 24 يناير 76 - 10 يوليو 138) كان إمبراطورًا روميًا حكم في الفترة الممتدة من 117 حتى 138 للميلاد. ولد لأسرة رومية إيطالية من أصل إسباني إستقرت في إسبانية من مدينة أتري الإيطالية في بيسينوم. كان والده في مرتبة عضو مجلس الشيوخ وإبن عم الإمبراطور طريانس . تزوج من فايبيا سابينا ابنة شقيقة تراجان الكبرى في بداية مسيرته، وذلك قبل أن يصبح الأخير إمبراطورًا وربما بناء على طلب من بومبيا بلوتينا (زوجة تراجان). كان صديق بلوتينا وتراجان المقرب المستشار لوقيوس ليكينيوس سورا على وفاق مع إدريانس.
وافق الجيش ومجلس الشيوخ في رومة على خلافة ادريانس، ولكن بعد فترة وجيزة،  أُعدم أربعة من كبار شيوخ المجلس جرماً وعدوناً وظلماً، إذ عارض البعض خلافة إدريانس أو بدا أنهم يهددونها. حمله مجلس الشيوخ المسؤولية عن ذلك ولم يغفر له أو يسامحه أبدًا. زاد عدد معارضي خلافته خصوصًا من الطبقة الأرستقراطية بعد أن قعد عن سياسات طريانس التوسعية والمكاسب الإقليمية في بلاد ما بين النهرين وآقور وأرمينية ونواحي من داقية، إذ فضل أن يجعل ثغور مملكته مستقرة وتعزيزها بحيث يمكن الدفاع عنها وتوحيد شعوب الإمبراطورية. أشتهر ببناءه سور إدريانس، الذي يمثل الثغر الشمالي لبريطانية الرومية.
سعى هادريان جاهدًا لتحقيق أهدافه ومصالحه الشخصية. زار كل مقاطعة من مقاطعات الإمبراطورية تقريبًا، برفقة حاشية من المتخصصين والإداريين. شجع التأهب والانضباط العسكريين، وقدم الدعم الشخصي لمختلف المؤسسات المدنية والدينية ومشاريع البناء. أعاد بناء معبد بانثيون، وشيد معبد فينوس ورومة الشاسع في رومة، كما أعاد بناء سرابيوم الإسكندرية في مصر. كان من أشد المعجبين باليونان وسعى إلى جعل أثينا العاصمة الثقافية للإمبراطورية، لذلك أمر ببناء العديد من المعابد الفخمة هناك. تسببت علاقته القوية مع الشاب اليوناني أنطونيوس الذي مات فجأة إلى قيام إدريانس بتأسيس فرقة دينية كان واسع الانتشار في أواخر عهده. قمع ثورة بار كوخبا في مقاطعة فلسطين، ولكن فترة حكمه كانت سلمية بشكل عام.
مرض هادريان بمرضٍ شديد في سنواته الأخيرة. رأى ثورة بار كوخبا على أنها فشل لمثله اليونانية. أعدم عضوين آخرين في مجلس الشيوخ بسبب مؤامراتهما المزعومة ضده، ما أثار المزيد من الاستياء حوله. لم يكن زواجه من فايبيا سابينا سعيدًا، ولم ينجبا أي أطفال؛ تبنى أنطونيوس بيوس في عام 138 للميلاد ورشحه كخليفة له، بشرط أن يتبنى هو الآخر ماركوس أوريليوس ولوقيوس ويروس ليكونوا خلفاء له. توفي هادريان في نفس العام في باياي، وقام أنطونيوس بمراسم تأليهه، على الرغم من معارضة مجلس الشيوخ. أدرجه إدوارد جيبون ضمن قائمة «خمسة أباطرة جيدون»، واعتبره «دكتاتورًا صالحًا»؛ في حين اعتبره مجلس شيوخه سلطويًا. وُصِف بأنه غامض ومتناقض، وبأن لديه القدرة على كل من العطاء الكبير والقسوة المفرطة، ويدفعه الفضول، والغرور الذاتي، والطموح. عندما توفي تراجان، ادعت أرملته أنه رشح هادريان ليكون إمبراطورًا قبل وفاته مباشرة.

## بداية حياته
ولد هادريان في 24 يناير 76، على الأرجح في إيطاليا (بالقرب من إشبيلية الحديثة) في مقاطعة هيسبانيا بايتيكا الرومانية؛ يدعي كاتب سيرة روماني أنه ولد في روما. اسمه الكامل عند الولادة بوبليوس آليوس هادريانوس. كان والده بوبليوس إيليوس هادريانوس أفر عضو مجلس شيوخ برتبة جندي في الحرس الإمبراطوري الروماني، ولد ونشأ في إيطاليا لكنه مرتبط أبويًا عبر عدة أجيال وعلى مدى عدة قرون بعائلة من هادريا (أتري الحديثة)، وهي بلدة قديمة في بيسينوم.

## سورية والشام
قام الحاكم الروماني بومباي العظيم بالسيطرة على سورية والتي كانت أهم المقاطعات للامبراطورية الرومانية لموقعها بين الشرق والغرب.
وفي فلسطين وجعل منها مقاطعة رومانية، في سنة 70 للميلاد، قمع الإمبراطور الروماني تيتوس ثورة يهودية في فلسطين، وسوى القدس بالأرض ودمر معبدها. وفي أعقاب ثورة يهودية أخرى ما بين 132م و135م شيد الإمبراطور هادريان مدينة وثنية جديدة على أنقاض القدس أطلق عليها اسم كولونيا إيليا كابيتولينا، وحرم على اليهود دخولها.

## سور هادريان
سور هادريان، (بالإنجليزية: Hadrian's Wall) هو سور حجري وتحصينات بناها الإمبراطور الروماني هادريان بعرض إنجلترا الحالية. وكان الثاني من ثلاثة أسوار بنيت عبر إنجلترا الأول كان Gask Ridge والثالث هو The Antonine Wall. وتم بناء الثلاثة أسوار لصد الغارات العسكرية من القبائل القديمة The Pictish Tribes التي كانت تسكن أرض اسكتلندا في الشمال وذلك لتحسين الثبات الاقتصادي وتوفير ظروف أمان وسلامة في بريطانيا المقاطعة الرومانية إلى الجنوب ولتحديد حدود الإمبراطورية الرومانية. والجدير بالذكر أن سور هادريان الأكثر شهرة بين الثلاثة أسوار نظراً لوجوده حتى يومنا هذا.

## مواضيع مرتبطة
- الأمبراطورية الرومانية
- قائمة الاباطره الرومان
- تحقيق السلام باستخدام القوة

## روابط خارجية
- هادريان على موقع الموسوعة البريطانية (الإنجليزية)
- هادريان على موقع إن إن دي بي (الإنجليزية)